# Ampus
Ampus [ɑ̃pys] est une commune française située dans le département du Var, en région Provence-Alpes-Côte d'Azur.

## Géographie

### Localisation
Ampus se trouve à 14 km de Draguignan, 8 km du village de Tourtour, 8 km de Châteaudouble, 14 km de Flayosc et 27 km de Bauduen (au bord du lac de Sainte-Croix et près des gorges du Verdon).
| Aiguines | Aiguines | Vérignon      |
| Tourtour | Ampus    | Châteaudouble |
| Flayosc  | Flayosc  | Draguignan    |

### Géologie et relief
La commune se compose de 31,46 hectares de territoires artificialisés (0,38 %), 1 126,73 hectares de territoires agricoles (13,47 %) et 7 206,87 hectares de forêts et milieux semi-naturels (86,16 %).
Espaces naturels :
- Deux espaces protégés Natura 2000 :

Le Rocher dit "La Roche Aiguille" à Ampus,
Gorges de Châteaudouble et de La Nartuby d'Ampus.
- Un espace protégé Natura 2000 :

Plaine de Vergelin-Fontigon - gorges de Châteaudouble - bois des Clappes.
- Huit zones naturelles d'intérêt écologique, faunistique et floristique (Znieff) :  :

Gorges de Châteaudouble,
Montagne de Bargeaude,
Plans de Canjuers,
Plaine et plateau de Fontigon,
Vallée de la Nartuby et de la Nartuby d'Ampus,
Collines d'Estelle - Bois de Siounet et de Fayzet,
Canjuers,
Plans d'Auveine et d'Hyesse,

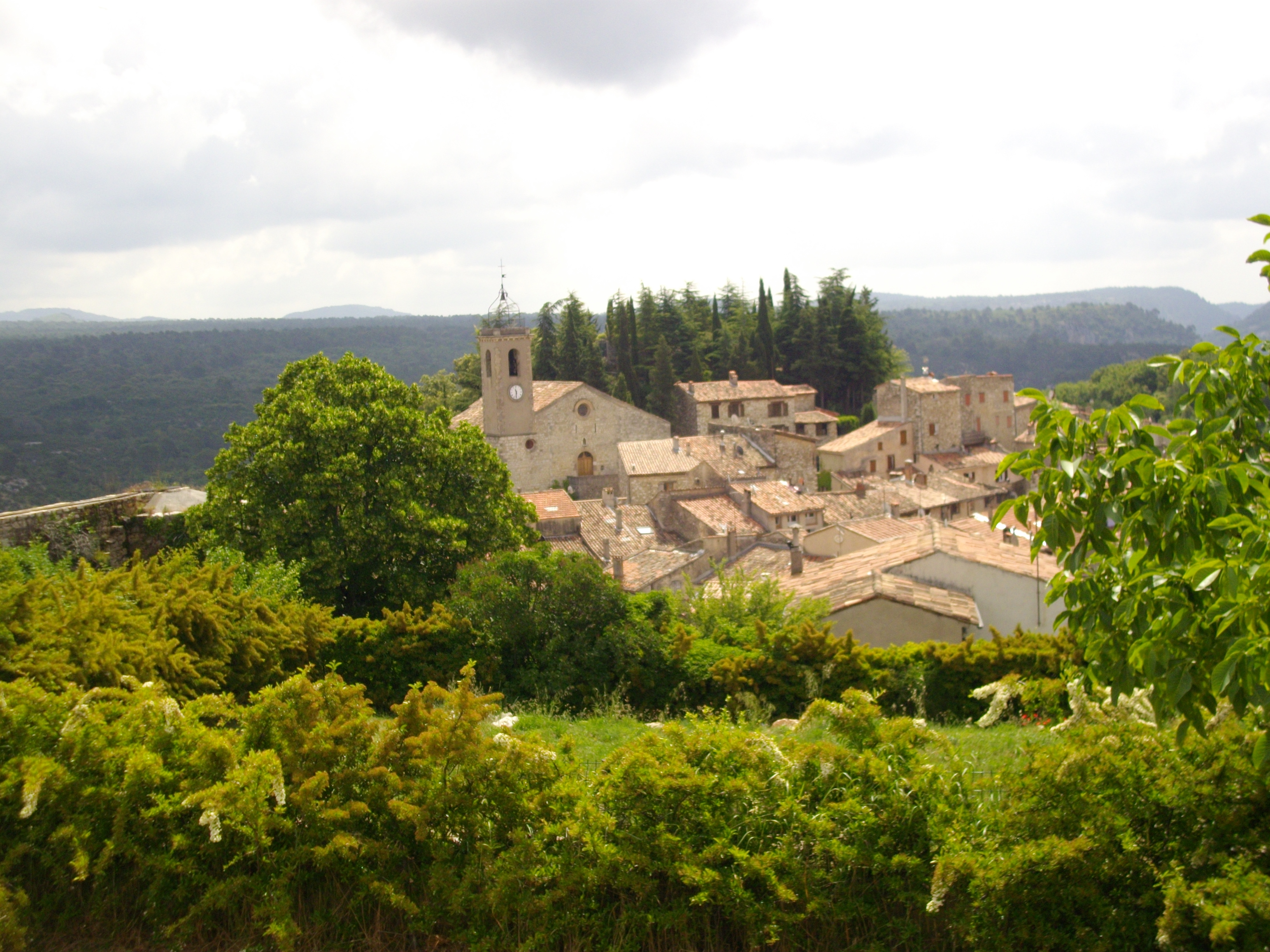
Le village et les paysages environnants.

Ce village perché à 600 m d'altitude, se trouve sur un plateau profondément entaillé par les gorges de la Nartuby d'Ampus, encadré par les montagnes de Barjaude (1 174 m d'altitude) et du Puy de la Sigue à 860 m d'altitude.

### Sismicité
Il existe trois zones de sismicité dans le Var :
- zone 0 : Risque négligeable. C'est le cas de bon nombre de communes du littoral varois, ainsi que d'une partie des communes du centre Var. Malgré tout, certaines de ces communes ne sont pas à l'abri d'un effet tsunami, lié à un séisme en mer ;
- zone Ia : Risque très faible. Concerne essentiellement les communes comprises dans une bande allant de la montagne Sainte-Victoire au massif de l'Esterel ;
- zone Ib : Risque faible. Ce risque le plus élevé du département, qui n'est pas le plus haut de l'évaluation nationale, concerne 21 communes du nord du département.

La commune d'Ampus est en zone sismique de très faible risque « Ia ».

### Hydrographie et eaux souterraines
Ampus est arrosée :
- par la Nartuby[18],[19],
- son principal affluent, qui coule au pied du village, la Nartuby d'Ampus,
- les vallons de Valségure, de Rasclepoux, de la Tunis,
- le canal de Fontigon[20],[21],
- les ruisseaux de Thuéry, de Florièye, de Saint-Lambert,
- et le ruban vert dont la source se situe sous le petit pont du CD 51 au niveau du domaine Saint-Pierre de Tourtour, à proximité de la piste de la Tour de Guet.

La commune fait partie du bassin versant de l'Argens dont la Nartuby est un affluent. De petites parties de son territoire relèvent du bassin versant de l'Artuby et donc de la Durance.
La commune d'Ampus est alimentée en eau potable par trois ouvrages : la source de Beou Bouteou, le forage des Bœufs et le forage de Ravel,,,,.

### Climat
Pour des articles plus généraux, voir Climat de Provence-Alpes-Côte d'Azur et Climat du Var.
En 2010, le climat de la commune est de type climat méditerranéen altéré, selon une étude du Centre national de la recherche scientifique s'appuyant sur une série de données couvrant la période 1971-2000. En 2020, Météo-France publie une typologie des climats de la France métropolitaine dans laquelle la commune est exposée à un climat méditerranéen et est dans une zone de transition entre les régions climatiques « Provence, Languedoc-Roussillon » et « Var, Alpes-Maritimes ».
Pour la période 1971-2000, la température annuelle moyenne est de 12,4 °C, avec une amplitude thermique annuelle de 16,3 °C. Le cumul annuel moyen de précipitations est de 838 mm, avec 6 jours de précipitations en janvier et 3,3 jours en juillet. Pour la période 1991-2020, la température moyenne annuelle observée sur la station météorologique de Météo-France la plus proche, « Draguignan_sapc », sur la commune de Draguignan à 10 km à vol d'oiseau, est de 15,4 °C et le cumul annuel moyen de précipitations est de 865,0 mm. 
La température maximale relevée sur cette station est de 40,8 °C, atteinte le 27 juin 2019 ; la température minimale est de −8,8 °C, atteinte le 30 décembre 2005,,.
Les paramètres climatiques de la commune ont été estimés pour le milieu du siècle (2041-2070) selon différents scénarios d'émission de gaz à effet de serre à partir des nouvelles projections climatiques de référence DRIAS-2020. Ils sont consultables sur un site dédié publié par Météo-France en novembre 2022.

## Urbanisme

### Typologie
Au 1er janvier 2024, Ampus est catégorisée commune rurale à habitat dispersé, selon la nouvelle grille communale de densité à sept niveaux définie par l'Insee en 2022.
Elle est située hors unité urbaine. Par ailleurs la commune fait partie de l'aire d'attraction de Draguignan, dont elle est une commune de la couronne,. Cette aire, qui regroupe 11 communes, est catégorisée dans les aires de 50 000 à moins de 200 000 habitants,.

### Occupation des sols
L'occupation des sols de la commune, telle qu'elle ressort de la base de données européenne d’occupation biophysique des sols Corine Land Cover (CLC), est marquée par l'importance des forêts et milieux semi-naturels (86,2 % en 2018), une proportion sensiblement équivalente à celle de 1990 (85,9 %). La répartition détaillée en 2018 est la suivante :
forêts (53,9 %), milieux à végétation arbustive et/ou herbacée (25,3 %), espaces ouverts, sans ou avec peu de végétation (7 %), zones agricoles hétérogènes (5,8 %), terres arables (5,4 %), cultures permanentes (2,2 %), zones urbanisées (0,4 %). L'évolution de l’occupation des sols de la commune et de ses infrastructures peut être observée sur les différentes représentations cartographiques du territoire : la carte de Cassini (XVIIIe siècle), la carte d'état-major (1820-1866) et les cartes ou photos aériennes de l'IGN pour la période actuelle (1950 à aujourd'hui).

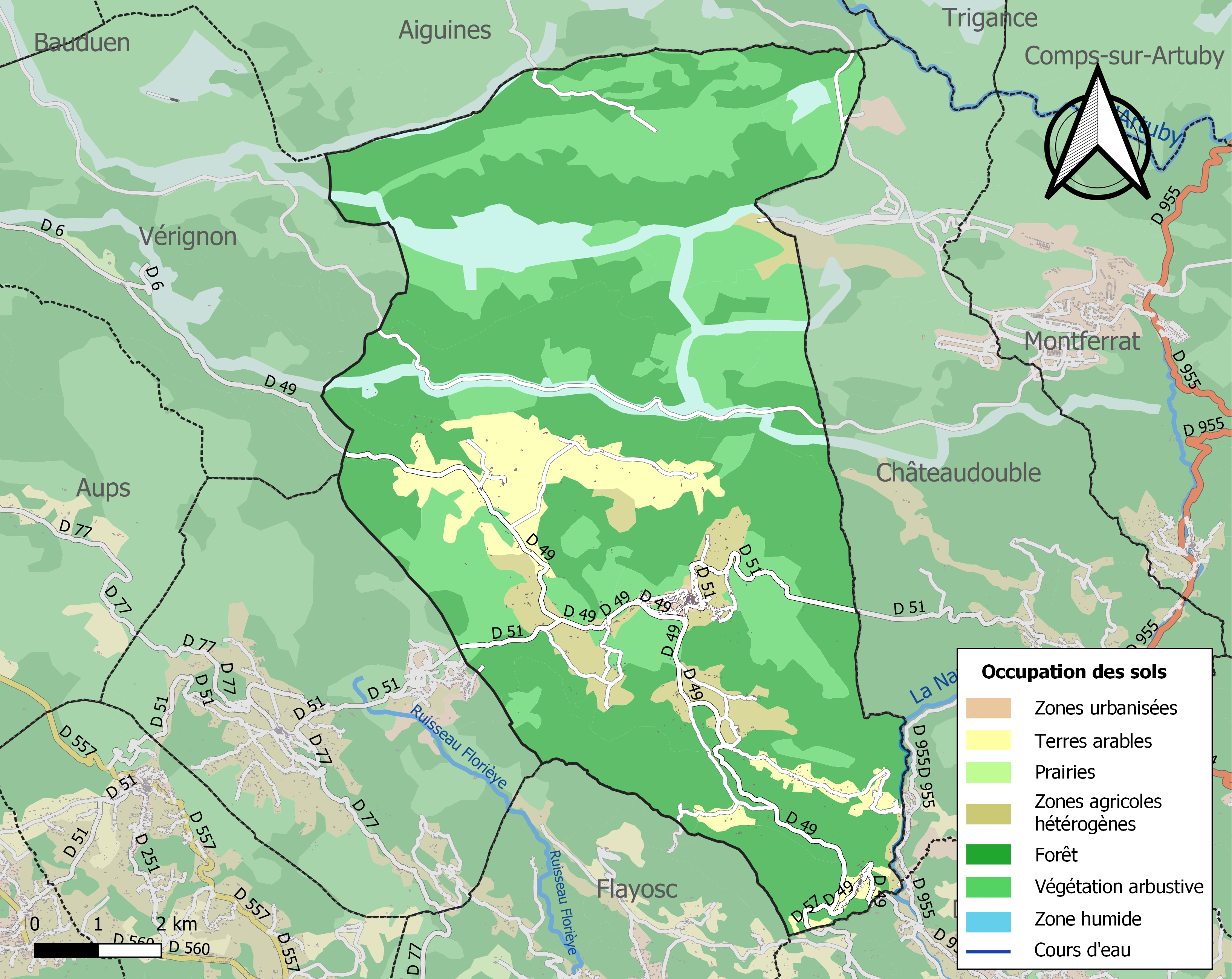
Carte des infrastructures et de l'occupation des sols de la commune en 2018 (CLC).

### Les prescriptions spéciales du plan local d'urbanisme
En application de l'article L151-19 du Code de l'Urbanisme, le plan local d'urbanisme prévoit des prescriptions spéciales pour « identifier et localiser les éléments de paysage et identifier, localiser et délimiter les quartiers, îlots, immeubles bâtis ou non bâtis, espaces publics, monuments, sites et secteurs à protéger, à conserver, à mettre en valeur ou à requalifier pour des motifs d'ordre culturel, historique ou architectural et définir, le cas échéant, les prescriptions de nature à assurer leur préservation, leur conservation ou leur restauration ». La liste des sites ou éléments du patrimoine reconnus par la commune sont les suivants

### Morphologie urbaine
La commune comprend trois hameaux : les Granges, les Vergelins et Lentier.
Le domaine Saint Pierre de Tourtour créé par Beaumont à partir de 1963, inventeur des Issambres constitue, lui, un ensemble résidentiel intégré dans un site forestier situé sur les territoires des communes de Tourtour, au sud, et d'Ampus, au nord, en bordure, de part et d'autre, dans sa partie nord, du chemin départemental no 51 à 3,5 km à l'est de Tourtour et à 3,5 km à l'ouest d'Ampus. Sa superficie d'ensemble est d'environ 136 hectares, dont 43 hectares 51 ares et 70 centiares sur la commune d’Ampus (dont 1 ha 98 a 10 ca de terrains constructibles, avec deux constructions sur dix déjà réalisées).

### Logements
En 2007, on dénombrait à Ampus 685 logements dont 387 résidences principales soit 56,5 % de l'ensemble des logements, 231 résidences secondaires et 67 logements vacants. Sur l'ensemble de ces logements, on dénombrait 590 logements individuels soit 90,2 et 71 logements dans un immeuble collectif soit 10,3 %.

### Intercommunalité
Ampus fait partie de la communauté de Dracénie Provence Verdon agglomération (ex-Communauté d'Agglomération Dracénoise) de 110 019 habitants en 2019, créée le 31 octobre 2000. Les 23 communes composant la communauté d'agglomération en 2019 sont (par ordre alphabétique) :
- Communes fondatrices
  - Draguignan ; Châteaudouble ; Figanières ; La Motte ; Les Arcs ; Lorgues ; Taradeau ; Trans-en-Provence ;
- Communes ayant adhéré ultérieurement
  - Ampus ; Bargemon ; Bargème ; Callas ; Claviers ; Comps-sur-Artuby ;  Flayosc ; La Bastide ; La Roque-Esclapon ; Le Muy ; Montferrat ; Saint-Antonin-du-Var ; Salernes ; Sillans-la-Cascade ; Vidauban.

Le schéma de cohérence territoriale (SCOT) arrêté par le préfet le 11 juillet 2002 épouse le périmètre de la communauté d’agglomération dracénoise qui en a donc la charge. La commune d'Ampus dépend donc du schéma de cohérence territoriale (SCOT) de la Dracénie.

### L'assainissement collectif et non collectif
Le service public d’assainissement non collectif (SPANC) est commun à l’ensemble des communes de la CAD.
Les stations d'épuration auxquelles Ampus est raccordée sont les suivantes :
- Station d’épuration d'Ampus Chef-lieu[50],[51] ;
- La station de dépollution d'Ampus Lentier[52],[53].

### Voies de communications et transports

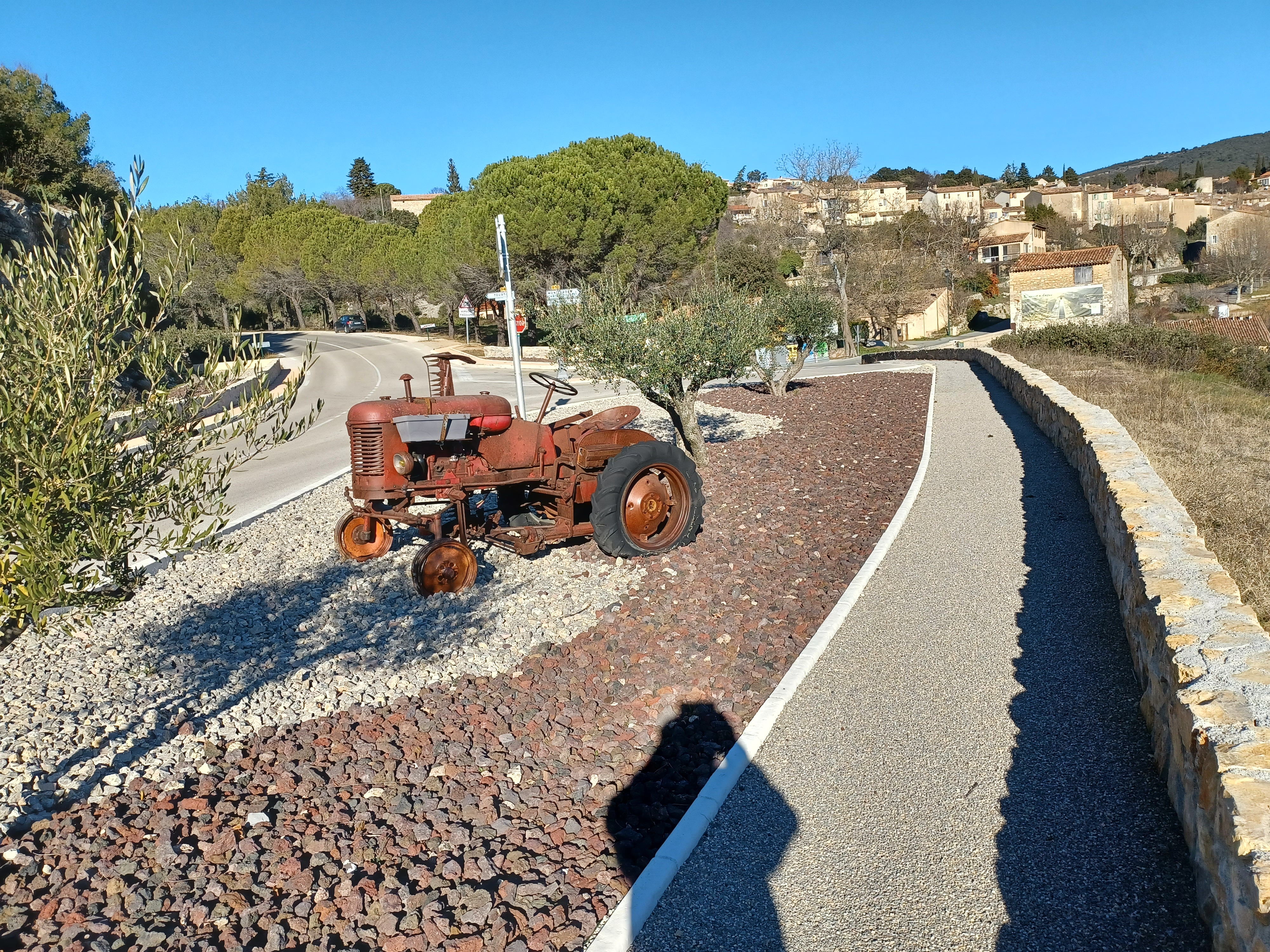
Entrée de village aménagée.

#### Voies routières
Le village d'Ampus est situé au croisement de la route départementale 51, entre Tourtour et Chateaudouble, et de la route départementale 49 le reliant à Draguignan.

#### Desserte ferroviaire
Ampus n'a jamais été desservie par le train, en raison de sa situation escarpée. La gare SNCF la plus proche est celle des Arcs-Draguignan, ou de Fréjus.

#### Transports en commun
Une ligne de bus est mise à disposition des collégiens se rendant à Draguignan. Une ligne régulière entre Ampus et Draguignan est en service, avec deux allers-retours par jour en semaine, et un aller-retour le samedi. Les bus de la ligne 5 des Transports en Dracénie relie la commune à Draguignan.
Les lignes interurbaines :
- Lignes de transports Zou ![57],[58]. La Région Sud est la collectivité compétente en matière de transports non urbains, conformément à la loi NOTRe (Nouvelle Organisation Territoriale de la République).

## Toponymie
Pour Ampus, à l'identique d'Ampuis, la forme la plus ancienne est Impuris, attestée en 990/997. Ce toponyme suggère le nom latin emporium, dérivé du grec emporion, qui nommait des comptoirs de négoce installés en terre ennemie.
En provençal, la commune porte le nom d'Empus et ses habitants sont appelés les Ampusians.

## Histoire
La présence humaine est attestée sur le territoire de la commune dès le Néolithique par l'édification des dolmens de la Colle et de Marenq et du menhir de Mourjaï.
Des vestiges attestent de la présence romaine qui se manifestait notamment par une foire au quartier du plan d'Ampus.
Sur le passage de l’antique voie romaine Forum Julii-Riei (Fréjus-Riez), EMPORIA ou EMPORIUM (Ampus) se développe et se fortifie au début du Moyen Âge.
Le village fut fortifié par les comtes de Provence et servit de refuge aux protestants qui menaçaient Draguignan pendant les guerres de Religion. De nombreux vestiges portent la trace des différentes époques de l’histoire de la commune.
Selon l'historien Dubec, les templiers possédaient à Ampus le domaine de Lagnes en 1171.
Le « castrum de Rainier », ou « de Rainerio », qui a fait l'objet d'une étude spécifique par le service régional de l'inventaire, figure dans les listes de localités du diocèse en 1232-1244, en 1235 et 1252.
Raymond Requistoni, chevalier, vuiguier de Nice (1320) et de Tarascon (1325 ; 1332) fut seigneur du Val d'Ampus. Il eut un homonyme (?-av.1309) qui fut seigneur d'Escragnolles et qui épousa Cécile Cays, fille de Bérenger Cays, coseigneur du Peillon et du Touët.
Les carraires traversent les plaines du sud-est au nord-est. La grande carraire traversant la plaine, dont le tracé est bien conservé, grimpe en direction de Lagnes (au sein du camp de Canjuers utilisé dans le passé en pâturage d’été).

## Politique et administration
La commune fait partie de l'aire urbaine de Draguignan.

### Tendances politiques et résultats
La commune ayant moins de 3 500 habitants l'élection des conseillers municipaux est au scrutin majoritaire plurinominal à deux tours, avec panachage :
- au premier tour, des candidats sont élus s'ils ont obtenu la majorité absolue et le vote d'au moins le quart des électeurs inscrits[76] ;
- au second tour, la majorité relative suffit. Les listes ne sont pas obligatoires. Les suffrages sont comptabilisés individuellement, et le panachage est autorisé.

Le nombre d'habitants d'Ampus étant compris entre 500 et 1 500, le nombre de membres du conseil municipal est de quinze (article L2121-2 du code général des collectivités territoriales).
Lors du scrutin de 2008 il y eut deux tours (sept élus au premier tour et huit au second), Patrick Vignal a été réélu conseiller municipal au premier tour avec le second total de 359 voix (51,88 % des exprimés), il a ensuite été nommé maire par le conseil municipal. Le taux de participation a été de 89,06 % et 88,42 % respectivement pour les deux tours.

### Administration municipale
De 1789 à 1799, les agents municipaux (maires) sont élus au suffrage direct pour deux ans et rééligibles, par les citoyens actifs de la commune, contribuables payant une contribution au moins égale à trois journées de travail dans la commune. Sont éligibles ceux qui paient un impôt au moins équivalent à dix journées de travail.
De 1799 à 1848, La constitution du 22 frimaire an VIII (13 décembre 1799) revient sur l’élection du maire, les maires sont nommés par le préfet pour les communes de moins de 5 000 habitants. La Restauration instaure la nomination des maires et des conseillers municipaux. Après 1831, les maires sont nommés (par le roi pour les communes de plus de 3 000 habitants, par le préfet pour les plus petites), mais les conseillers municipaux sont élus pour six ans.
Du 3 juillet 1848 à 1851, les maires sont élus par le conseil municipal pour les communes de moins de 6 000 habitants.
De 1851 à 1871, les maires sont nommés par le préfet, pour les communes de moins de 3 000 habitants et pour cinq ans à partir de 1855.
Depuis 1871, les maires sont élus par le conseil municipal à la suite de son élection au suffrage universel.

### Liste des maires
| Période                                  | Période  | Identité       | Étiquette | Qualité |
| ---------------------------------------- | -------- | -------------- | --------- | --- |
| Les données manquantes sont à compléter. |          |                |           | |
| 1939                                     | 1946     | M. Taxil       |           | Agriculteur |
| 1946                                     | 1953     | M. Revel       | PCF       | PTT |
| 1953                                     | 1959     | M. Parasiliti  | SFIO      | Receveur PTT |
| 1959                                     | 1983     | Maurice Michel | SFIO-PS   | Cadre à la DDE |
| 1983                                     | 2001     | Roger Casanova |           | Professeur de géologie à l'université de Nice |
| 2001                                     | 2014     | Patrick Vignal | DVD       | Retraité de la défense nationale |
| 2014                                     | En cours | Hugues Martin  | DVD       | Retraité agent général d'assurances. 11e Vice-Président délégué Dracénie Provence Verdon agglomération : Commission communautaire "Aménagement de l'espace communautaire" |

### Budget et fiscalité 2023 de la commune

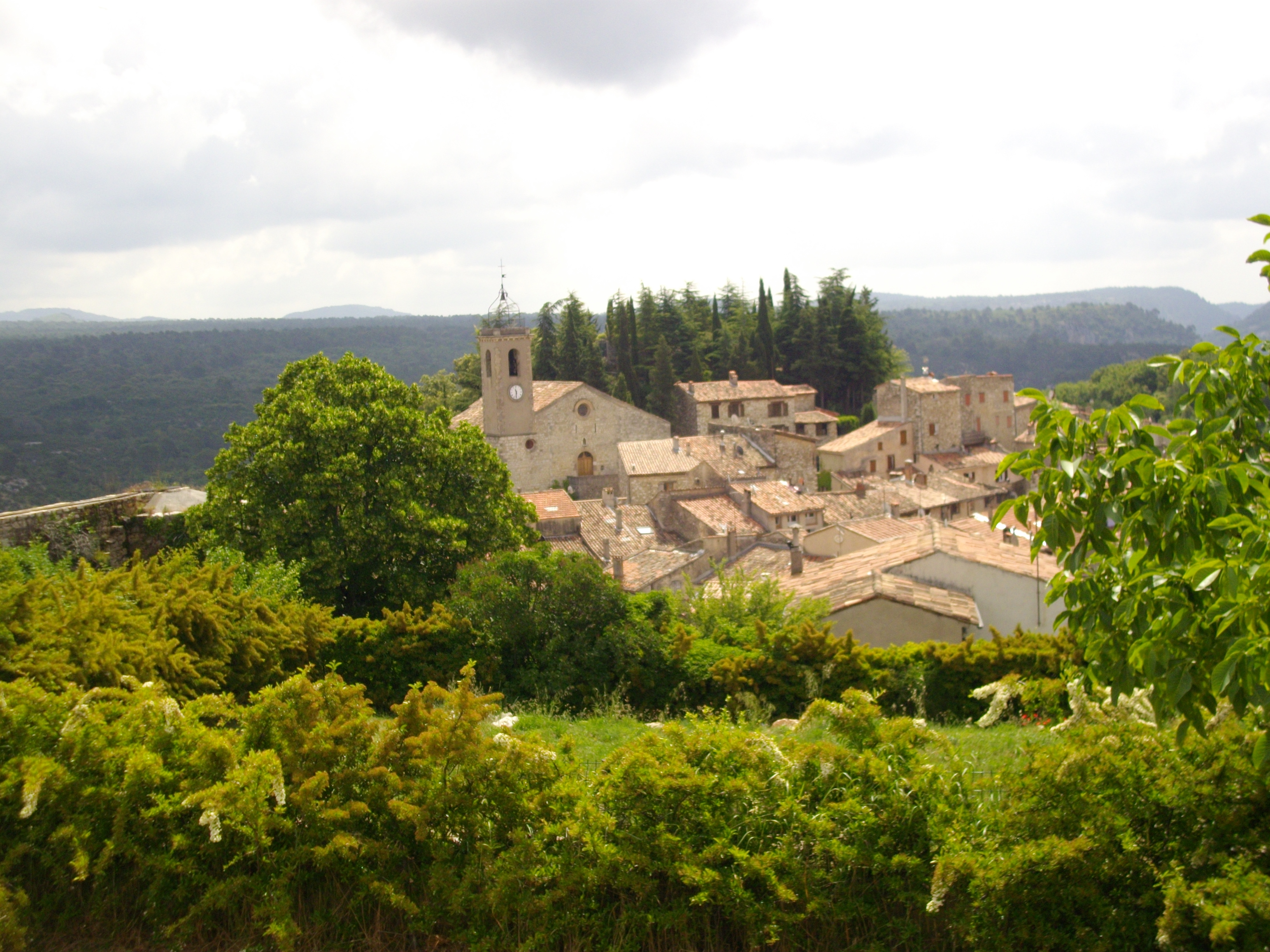
Ampus, village perché typiquement provençal.

En 2023, le budget de la commune était constitué ainsi :
- total des produits de fonctionnement : 1 056 000 €, soit 1 141 € par habitant ;
- total des charges de fonctionnement : 874 000 €, soit 944 € par habitant ;
- total des ressources d'investissement : 681 000 €, soit 735 € par habitant ;
- total des emplois d'investissement : 658 000 €, soit 710 € par habitant ;
- endettement : 232 000 €, soit 250 € par habitant.

Avec les taux de fiscalité suivants :
- taxe d'habitation : 10,45 % ;
- taxe foncière sur les propriétés bâties : 30,99 % ;
- taxe foncière sur les propriétés non bâties : 47,80 % ;
- taxe additionnelle à la taxe foncière sur les propriétés non bâties : 0,00 % ;
- cotisation foncière des entreprises : 0,00 %.

Chiffres clés Revenus et pauvreté des ménages en 2021 : Médiane en 2021 du revenu disponible, par unité de consommation : 22 790 €.

### Investissements et projets d'investissements

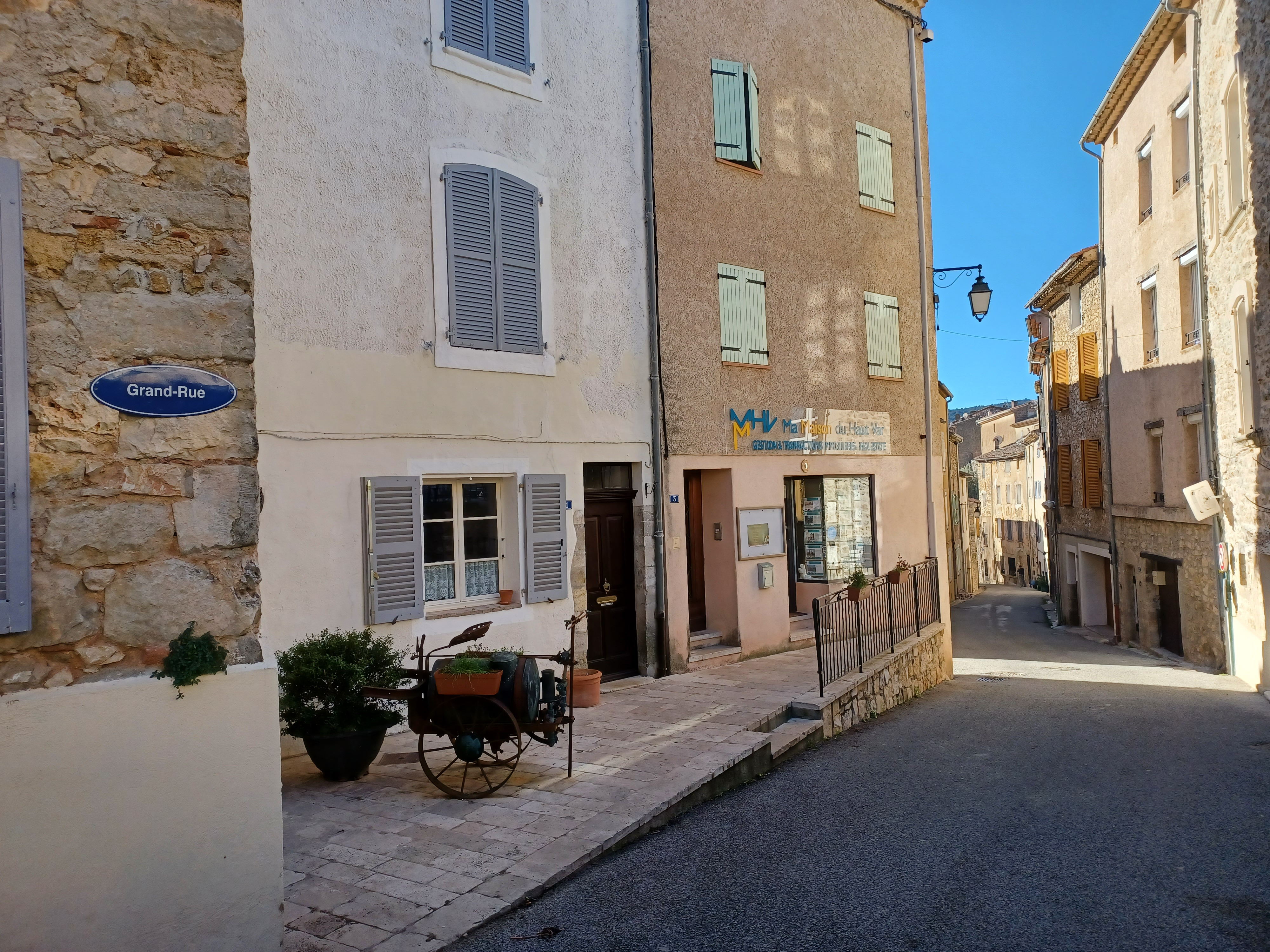
Aménagements et mise en valeur des rues du village.

- Mise en valeur des entrées du village et des rues.
- Théâtre de verdure : "théâtre aux étoiles".
- Agrandissement de la salle Maurice MICHEL.
- Travaux d'embellissement du village :

nouvel éclairage de la place de la Mairie,
réfection des entrées nord et sud du village avec aménagement paysager,
réfection de la rue Rompecul, aménagement du Boulevard Clémenceau.
En cours de réfection : La rue Adonis Volpatto et la rue Saint-Esprit, et aménagement paysager.
- Réhabilitation du forage de Ravel.
- Création du Jardin des Senteurs, rue des Lauves.
- Aire de camping-car.
- Jardin d'enfants.
- Création d'un itinéraire culturel multimédia dans le cadre du projet Gritacess[82] inscrit au programme opérationnel Italie – France Maritime 2014-2020[83].
- Création[84] d’un musée des écritures (MusEc)[85], en référence à celui du Musée Champollion de Figeac.

## Population et société

### Démographie
Les habitants sont appelés les Ampusiens ou, selon les historiens, les Ampusians,.

#### Évolution démographique
L'évolution du nombre d'habitants est connue à travers les recensements de la population effectués dans la commune depuis 1793. Pour les communes de moins de 10 000 habitants, une enquête de recensement portant sur toute la population est réalisée tous les cinq ans, les populations de référence des années intermédiaires étant quant à elles estimées par interpolation ou extrapolation. Pour la commune, le premier recensement exhaustif entrant dans le cadre du nouveau dispositif a été réalisé en 2004.

En 2022, la commune comptait 894 habitants, en évolution de −5,3 % par rapport à 2016 (Var : +4,98 %, France hors Mayotte : +2,11 %).
| 1793  | 1800  | 1806  | 1821  | 1831  | 1836  | 1841  | 1846  | 1851  |
| ----- | ----- | ----- | ----- | ----- | ----- | ----- | ----- | ----- |
| 1 006 | 1 010 | 1 059 | 1 122 | 1 268 | 1 243 | 1 245 | 1 250 | 1 216 |

| 1856  | 1861  | 1866  | 1872  | 1876  | 1881  | 1886  | 1891  | 1896 |
| ----- | ----- | ----- | ----- | ----- | ----- | ----- | ----- | ---- |
| 1 162 | 1 156 | 1 197 | 1 089 | 1 078 | 1 065 | 1 008 | 1 009 | 970  |

| 1901 | 1906 | 1911 | 1921 | 1926 | 1931 | 1936 | 1946 | 1954 |
| ---- | ---- | ---- | ---- | ---- | ---- | ---- | ---- | ---- |
| 882  | 856  | 799  | 624  | 645  | 595  | 532  | 485  | 407  |

| 1962 | 1968 | 1975 | 1982 | 1990 | 1999 | 2004 | 2006 | 2009 |
| ---- | ---- | ---- | ---- | ---- | ---- | ---- | ---- | ---- |
| 345  | 389  | 439  | 534  | 622  | 707  | 809  | 816  | 898  |

| 2014 | 2019 | 2022 | - | - | - | - | - | - |
| ---- | ---- | ---- | - | - | - | - | - | - |
| 938  | 913  | 894  | - | - | - | - | - | - |

#### Pyramide des âges
En 2018, le taux de personnes d'un âge inférieur à 30 ans s'élève à 24,1 %, soit en dessous de la moyenne départementale (30,2 %). De même, le taux de personnes d'âge supérieur à 60 ans est de 31,9 % la même année, alors qu'il est de 32,5 % au niveau départemental.
En 2018, la commune comptait 474 hommes pour 449 femmes, soit un taux de 51,35 % d'hommes, largement supérieur au taux départemental (48,05 %).
Les pyramides des âges de la commune et du département s'établissent comme suit.
| Hommes | Classe d’âge | Femmes |
| ------ | ------------ | ------ |
| 0,9    | 90 ou +      | 1,4    |
| 9,4    | 75-89 ans    | 9,5    |
| 20,0   | 60-74 ans    | 22,7   |
| 26,0   | 45-59 ans    | 25,0   |
| 19,2   | 30-44 ans    | 17,8   |
| 10,4   | 15-29 ans    | 11,3   |
| 14,1   | 0-14 ans     | 12,4   |

| Hommes | Classe d’âge | Femmes |
| ------ | ------------ | ------ |
| 1      | 90 ou +      | 2,3    |
| 10,1   | 75-89 ans    | 12,6   |
| 19,7   | 60-74 ans    | 21     |
| 20     | 45-59 ans    | 19,9   |
| 17,3   | 30-44 ans    | 16,7   |
| 15,4   | 15-29 ans    | 13,2   |
| 16,4   | 0-14 ans     | 14,3   |

### Enseignement
Établissements d'enseignement :
- Ampus compte une école primaire, ainsi qu'un service de cantine et de garderie périscolaire ;
- les collégiens doivent se rendre à Draguignan ;
- lycées à Draguignan, Lorgues[95].

### Santé
- La commune d'Ampus[96] ne dispose pas de pharmacie. Les plus proches se trouvant à Draguignan, Flayosc, Aups, Salernes.
- Professionnels de santé à Ampus : médecin[97], infirmière, pédicure - podologue[98].
- Kinésithérapeutes à Tourtour, Flayosc, Aups, Salernes.
- L'hôpital le plus proche est le Centre hospitalier de la Dracénie et se trouve à Draguignan, à 13 km[99],[100]. Il dispose d'équipes médicales dans la plupart des disciplines[101] : pôles médico-technique ; santé mentale ; cancérologie ; gériatrie ; femme-mère-enfant ; médecine-urgences ; interventionnel.
- Autres établissements hospitaliers :

Centre hospitalier intercommunal Fréjus-Saint-Raphaël,
Centre hospitalier intercommunal Toulon-La Seyne-sur-Mer.
La polyclinique Notre-Dame (clinique chirurgicale), établissement privé, se trouve également à Draguignan.
- La Communauté de communes Lacs et Gorges du Verdon dispose par ailleurs, à Aups (18 km[104]), d'une Maison de santé pluriprofessionnelle (Médecine générale, Médecine spécialisée, Paramédical, Soins infirmiers) et intégrant également un lieu ressource « Social et solidaire »[105].

### Cultes
- L'église Saint-Michel d'Ampus, de culte catholique, fait partie du diocèse de Toulon-Fréjus, doyenné de Draguignan[106]. Construite en 1085, elle fut alors rattachée au monastère des îles de Lérins.
- Chapelle Notre-Dame de Spéluque. Un office est donné chaque dimanche et les jours de fêtes dans la Chapelle[107],[108].

### Réseau associatif
La commune bénéficie d'un ensemble d'associations couvrant tous les domaines : patrimoine, culture, sports, animation... :
- Culture et patrimoine architectural et naturel :
  - Emporium[110],
  - Association pour la Préservation du Patrimoine d'Ampus (APPA)[111],[112],
  - association syndicale autorisée (ASA) Fontigon[113],
  - Club Léo Lagrange.
- Sports :
  - Ampus Tennis Club (ATC),
  - GARS Club de spéléologie,
  - La Boule Ampusianne,
  - École de Judo,
- Paysan Rider Crew Ampus[114].
- Animation et divers :
  - Course de côte qui a vu le jour en 1965,
  - Comité Ampus Festivités (CAF),
  - Les Razmoquettes. L'association a pour but d'organiser et animer des activités périscolaires destinées à soutenir l’action éducative et promouvoir l’éveil des enfants,
  - Les Darnaguettes[115],
- Quero Aprender : Activités sportives, récréatives et de loisirs,
- Association des Propriétaires et Chasseurs d'Ampus (APCA).

### Jumelage
- Jetzendorf (Allemagne) depuis 2015[116].

## Économie

### Revenus de la population et fiscalité
En 2008, le revenu fiscal médian par ménage était de 16 455 €, ce qui plaçait Ampus au 19 927e rang parmi les 31 604 communes de plus de 50 ménages en métropole.
Chiffres clés Revenus et pauvreté des ménages en 2020 : médiane en 2020 du revenu disponible, par unité de consommation : 22 230 €.

### Emploi
En 2007, le taux de chômage à Ampus était de 14,4 % (10,5 % pour les hommes et 18,9 % pour les femmes).
En 2017 le taux de chômage à Ampus était de 10,4 %.

### Entreprises et commerces

#### Agriculture
L'agriculture de la commune est essentiellement tournée vers l'élevage, et la production fruitière,.
Plan d’Occupation Pastorale Intercommunal (POPI] d'Ampus.

#### Tourisme
La situation géographique d'Ampus, entre mer et gorges du Verdon, permet de nombreuses activités touristiques et propose des gîtes et chambres d'hôtes. Depuis 2019, le village accueille le Luxury Bed & Breakfast La Maison Bleue, qui inclut depuis 2022 également son propre restaurant.
Ampus a obtenu le label « village de caractère du Var »,,.
Par arrêté préfectoral du 9 mars 2021, la commune d'Ampus a obtenu le Label français de "Commune touristique".
Label "Villes et Villages Fleuris".

#### Commerces et services de proximité
- Quelques commerces de proximité sont présents sur la commune, dans les domaines de l'alimentaire (épicerie, boulangerie), ainsi qu'une boucherie « ambulante », certains jours de la semaine[131].
- Des bars et restaurants : Restaurant Bistrot Les Braconniers, La Maison Bleue, Restaurant Pizzeria, Café Bar Brasserie[132].

## Culture locale et patrimoine
Le patrimoine particulièrement riche et diversifié favorise les circuits de randonnées, et l'association pour la préservation du patrimoine d'Ampus (APPA), créée en 2002, contribue inlassablement à l'entretien et la restauration de celui-ci.

### Lieux et monuments

#### Patrimoine religieux

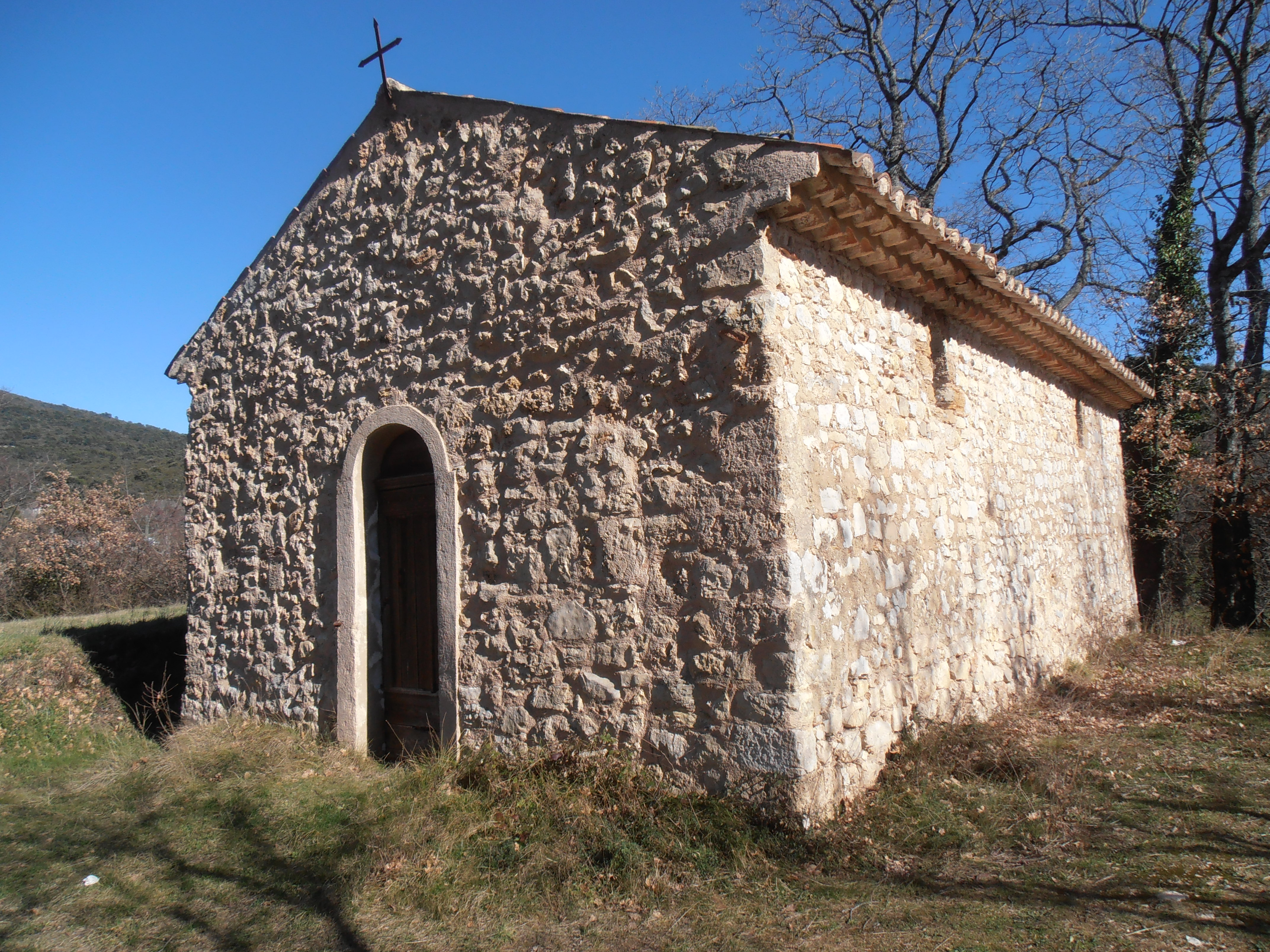
Chapelle Saint-Michel.

- L’église Saint-Michel ou d’Ampus[136],[137], avec sa cloche de 150 kg, classée « monument historique » au titre des objets mobiliers (celle-ci pourrait ? provenir du presbytère, selon Marcel Faure)[138],[139].

Le presbytère, loué par la commune à partir du 1er janvier 1909.
La grotte érigée en ex-voto avec sa statue de la Vierge, par l'abbé Adonis Volpato, le « curé bâtisseur » (près du presbytère) qui restaura notamment l'église d'Ampus et participa avec Jeoff Hindry à la création du Chemin de Croix à l'emplacement de l'ancien château fort, don de la famille de Jerphanion.

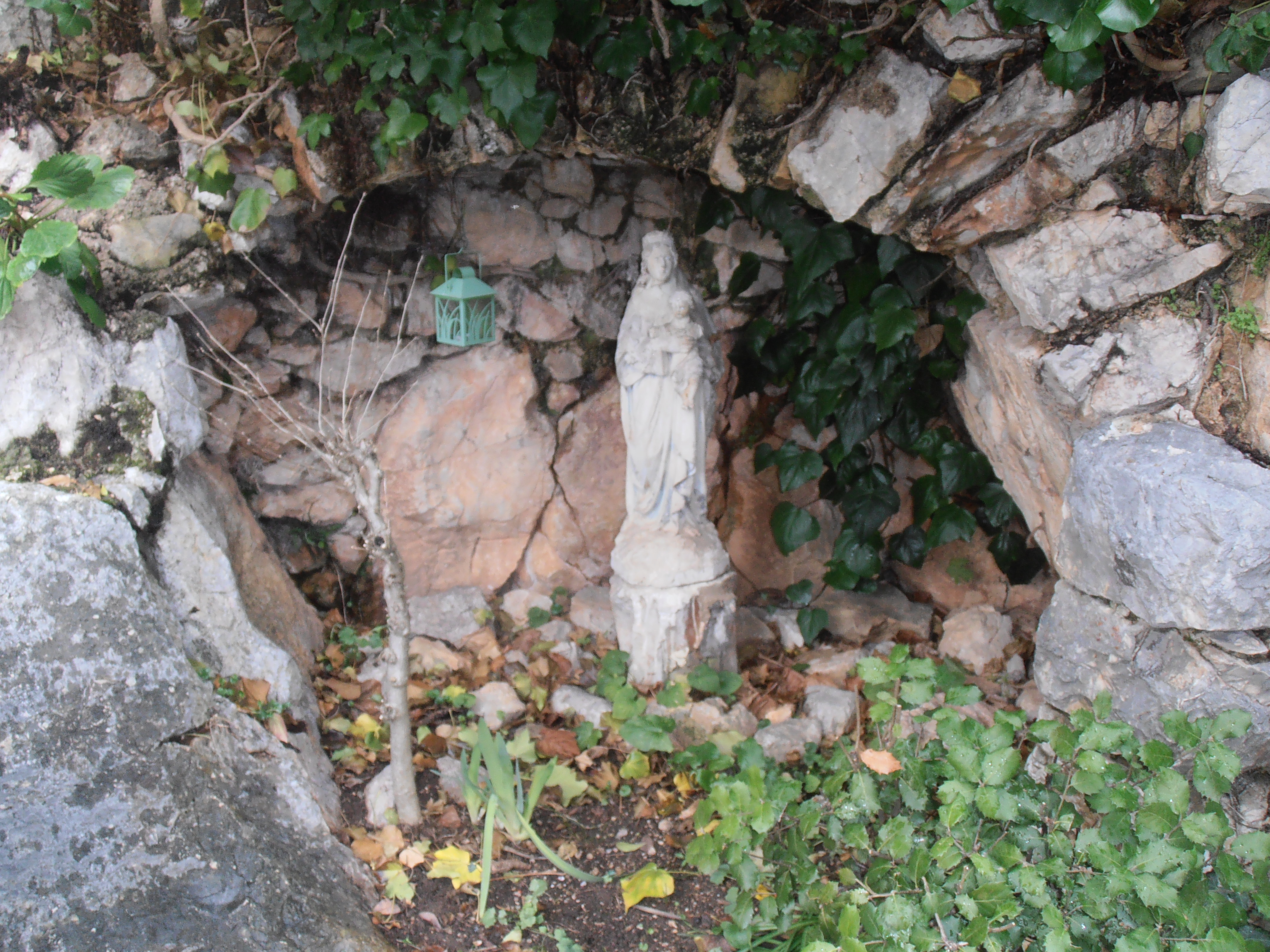
Grotte avec statue devant presbytère.

- Les chapelles

La chapelle Notre-Dame-de-Spéluque, appelée aussi Notre-Dame-du-Plan, consacrée en 1090. Façade restaurée au XIXe siècle. L'ensemble fut un prieuré de l'abbaye de Lérins jusqu'à la Révolution. Elle est propriété privée et a été classée monument historique le 26 juin 1990.
La chapelle Saint-Roch, édifiée au XVIIIe siècle, située à l'entrée du village,.
Chapelle de l'Églisonne ; * chapelle Saint-Michel ; * les chapelles Saint-Victor (de Reynier) et Sainte-Marie-de-Ville-Haute (en ruine).
- Le chemin de croix[147], créé en 1968 par Geoff Hindry[148], avec ses stations décorées de mosaïques, sur le sommet du village.
- Les oratoires[149],[150].

#### Patrimoine civil
- Dolmens de la Colle[151] et de Marenq.
- Menhir de Mourjaï : découvert en 1875 renversé, il a été relevé en bordure du chemin[152].

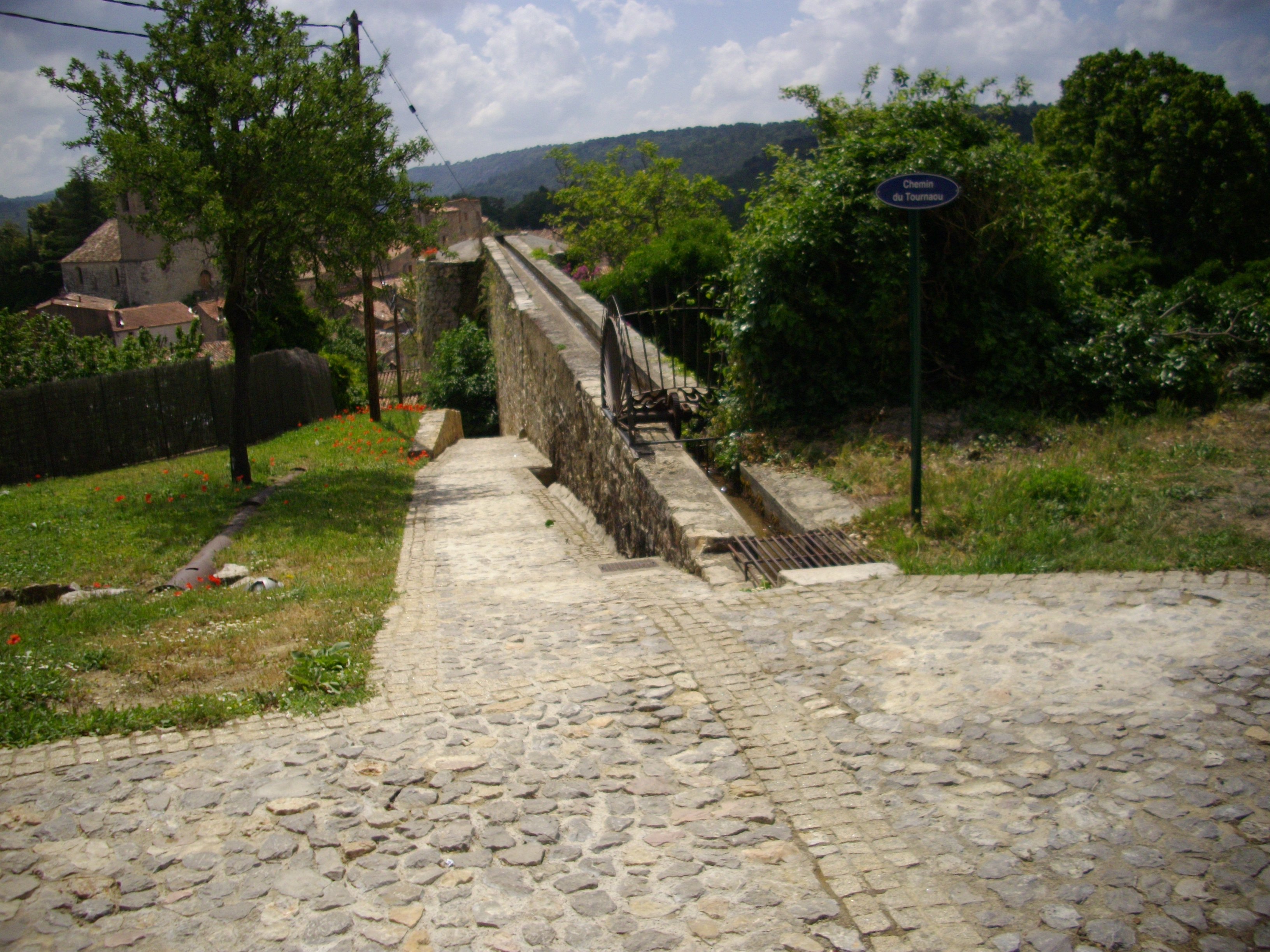
Chemin de l'eau.

- Le chemin de l'Eau[153], dont le canal de Fontigon qui alimentait les moulins et utilisé aujourd'hui pour l'arrosage. Long de 7,2 kilomètres, il relie la source du même nom à la Nartuby d'Ampus et dont l’origine de sa création remonte à l'année 1497[154].
- Le Moulin-Vieux et son pigeonnier.
- Le Puy de la Sigue est dominé par une tour de guet du service départemental d'incendie et de secours (SDIS) du Var ; depuis 2016, cette tour est équipée de caméras de surveillance des départs de feux[155],[156].

### Patrimoine environnemental, la faune et la flore

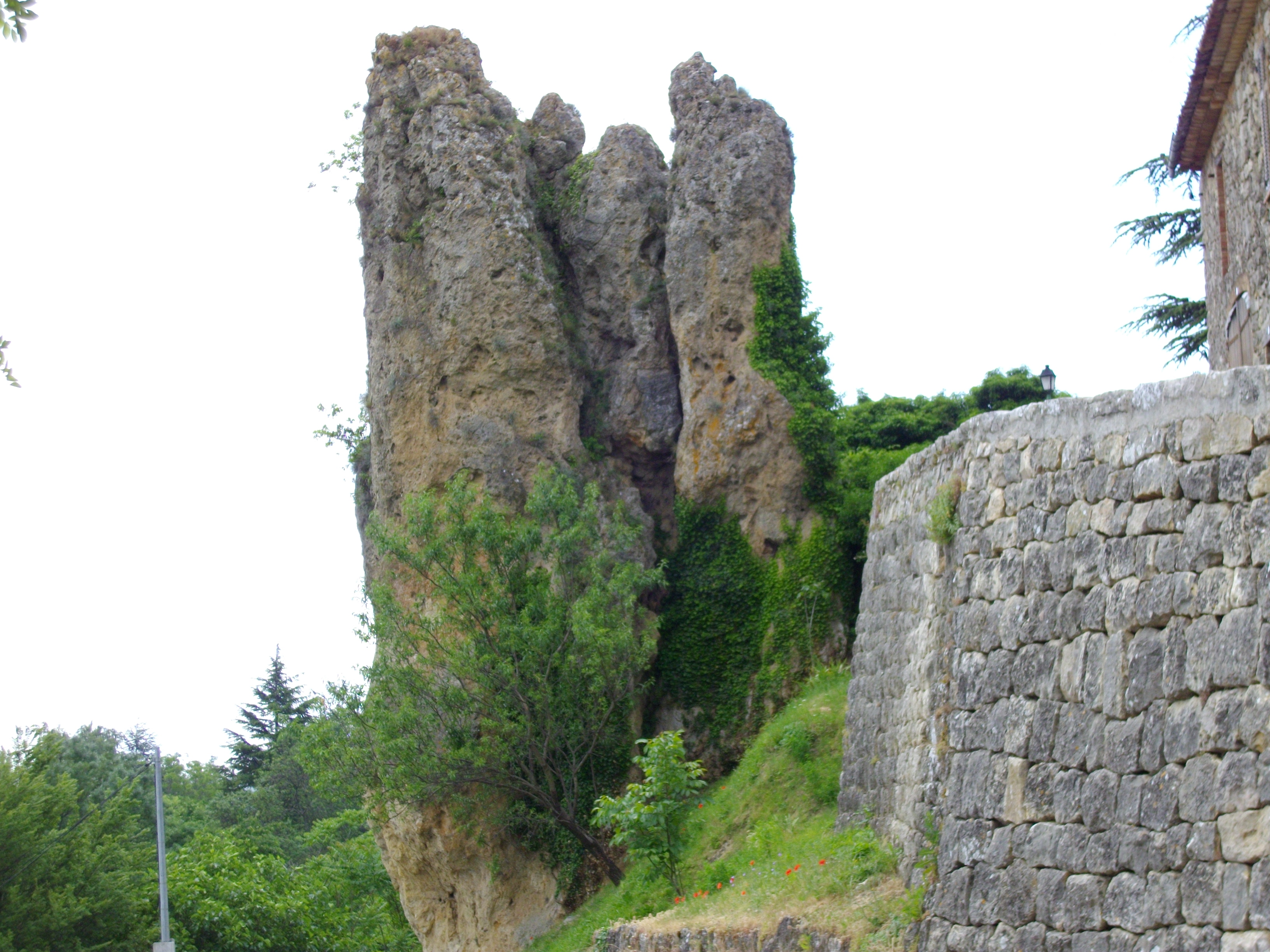
Rocher dit Roche-Aiguille.

- Rocher dit Roche-Aiguille[157],[158], à la sortie du village, mégalithe de tuf calcaire façonné par la nature.
- Faille Jean-Pierre (faille d'Ampus)[159].
- Les deux tiers de la surface de la commune sont constitués :
  - de montagnes, culminant parfois à plus de 1 000 mètres et de cols (notamment dans le camp militaire de Canjuers), généralement couverts de forêts ;
  - de terrains en reliefs avec des curiosités géologiques comme le rocher dit de la Roche Aiguille, en forte pente descendant vers les gorges de la Nartuby, principalement boisés et cultivés en oliveraies.
- Ampus est concerné par quatre zones naturelles écologiques faunistiques et floristiques (ZNIEFF)[160],[161]. Ces sites offrent un ensemble de milieux rupestres très intéressants : reproduction de l'hirondelle des rochers, nidification de l'hirondelle des fenêtres, couple d'aigle royal, reproduction du grand corbeau et du hibou grand-duc, présence du pic noir dans les bois des Prannes.
- En matière d’environnement, la Dracénie Provence Verdon agglomération (ex CAD) est responsable de trois sites Natura 2000, dont le Bois des Clappes qui se situe sur les communes d’Ampus, de Châteaudouble et de Tourtour[162].
- Le patrimoine et l'environnement de la commune bénéficient de plusieurs types de protection (Protection des bois et forêts soumises au régime forestier, Monuments historiques classés, Protection des Sites et Monuments naturels classés, Protection des Sites et Monuments naturels inscrits, Protection des eaux,...)[163].

### Personnalités liées à la commune
- L'abbé Adonis Volpato, le « curé bâtisseur », né à Padoue le 10 février 1924, décédé en août 1994 après avoir été curé d'Ampus de 1961 à 1994. Il fut curé de cinq sacerdoces apostoliques, se contentant d'une existence proche du dénuement dans les plus grandes dignité, humilité et générosité. En plus de sa charge paroissiale, il restaura une vingtaine d'églises[164]. Cette entreprise exceptionnelle, réalisée en véritable artisan, lui valut le surnom de « curé bâtisseur ». À deux reprises, le ministère de la Culture lui décerna une distinction au titre de la réhabilitation des chefs-d'œuvre en péril[165],[166],[167].
- Virginie Atger, cavalière d'endurance française, installée au haras de Jalima à Ampus.
- Le dessinateur Jean-Jacques Sempé avait une maison de vacances à Ampus, c'est là qu'il s'est éteint le 11 août 2022[168].

### Héraldique
|  | Les armoiries d'Ampus se blasonnent ainsi : De gueules au château donjonné de trois tours d'or, maçonné de sable. |

### Télévision
- en 1978, Roland-Bernard tourna dans le village et ses environs le téléfilm Le Facteur de Fontcabrette[170], avec Henri Génès.